# Поли
По̀ли (на италиански: Poli) е село и община в Централна Италия, провинция Рим, регион Лацио. Разположено е на 435 m надморска височина. Населението на общината е 2479 души (към 2010 г.).